# رأس مال مستمر
رأس المال المستمر أو الدائم (سي c) هو مفهوم أنشأه كارل ماركس ويُستخدم في الاقتصاد السياسي الماركسي. يشير إلى أحد أشكال رأس المال المستثمَر في الإنتاج، وهو ما يتناقض مع رأس المال المتغير (ڤي v). يشير التمييز بين المستمر والمتغير إلى جانب من جوانب الدور الاقتصادي لعناصر الإنتاج في إنشاء قيمة جديدة.
يشمل رأس المال المستمر نفقات الأموال على (1) الأصول الثابتة، أي المنشآت، والآلات، والأراضي، والمباني، و(2) المواد الخام ومصاريف التشغيل الإضافية (بما في ذلك الخدمات الخارجية المشتراة)، و(3) بعض مصروفات الإنتاج العرضية. على النقيض من ذلك، يشير رأس المال المتغير إلى النفقات الرأسمالية على تكاليف العمل ما دامت تمثل مكاسب العمال، أي مجموع الأجور.
يتعارض مفهوم رأس المال المستمر مقابل المتغير مع مفهوم رأس المال الثابت مقابل المتداول (الذي لا يستخدمه ماركس فحسب، بل وأيضًا دافيد ريكاردو وغيره من خبراء الاقتصاد الكلاسيكيين). يتفق التمييز الأخير مع التمييز الشائع جدًا في الاقتصاد بين المدخلات الثابتة (والتكاليف) والمدخلات المتغيرة (والتكاليف). يميز المدخلات عن وجهة نظر مستخدمها (الرأسمالي)، من ناحية درجة المرونة التي يتمتع بها المستخدم في استخدامها. من ناحية أخرى، يشير رأس المال المستمر إلى المدخلات غير البشرية في الإنتاج، في حين يشير رأس المال المتغير إلى المدخلات البشرية (توظيف القوى العاملة للقيام بالعمل).

## المقياس
يمكن قياس رأس المال المستمر بوصفه حجمًا مخزونًا، أي القيمة الإجمالية لوسائل الإنتاج المستخدمة في وقت معين. يمكن أيضًا قياسه بوصفه حجمَ تدفقٍ، أي القيمة الإجمالية للمواد الخام ووسائل الإنتاج الثابتة التي استُخدمت في فترة المحاسبة. يعتمد القياس المستخدم على مقاصد التحليل وافتراضاته، على سبيل المثال، ما إذا كان المرء مهتمًا بتكاليف وحدة الناتج أو بمعدل العائد على رأس المال المستثمر.
تقدم قيمة التدفق المقسومة على قيمة المخزون قياسًا لعدد دورات المخزون (سرعة الدوران أو وقت الدوران) في فترة المحاسبة. ترتبط القيمة ارتباطًا قويًا بمعدل الاستهلاك الفعلي لرأس المال الثابت. كخيار بديل، فإن قيمة المخزون المقسومة على قيمة التدفق هي ما أطلق عليه ماركس «وقت الدوران».
كلما كان معدل دوران رأس المال المستمر أسرع (أي كلما كان وقت الدوران أقل)، وكانت الأمور الأخرى متساوية، ارتفع معدل الربح.

## لِمَ «مستمر»؟
يصف ماركس الجزء المستمر من الإنفاق الرأسمالي بأنه «مستمر» لأنه وفقًا لنظرية قيمة العمل خاصته، فإن مدخلات رأس المال المستمرة، فور إنتاجها، وشرائها، وسحبها من السوق، واستخدامها في إنشاء منتجات جديدة، لا تضيف بحد ذاتها قيمة جديدة إلى الناتج أو تزيد من القيمة في عملية الإنتاج. بدلًا من ذلك، تُحفظ قيمة المعدات والمواد المستخدمة في الإنتاج وتُنقل إلى المنتج الجديد عن طريق العمل المعيشي. على سبيل المثال، إذا كانت الآلة المستخدمة في صناعة السيارات تكلف مليون دولار أمريكي وتُستخدم في صناعة 10,000 سيارة قبل أن تبلى وتُستبدل، فإن كل سيارة ستحمل في قيمتها ما قيمته 100 دولار من تلك الآلة (يشتمل رأس المال المستمر على كل من التكاليف الثابتة وتكاليف الوحدة).
صحيح أن أسعار السوق المتحكمة للمدخلات الرأسمالية المستمرة قد تتغير بعد شرائها للاستخدام في الإنتاج، ولكن هذا لا يمكن أن يؤثر عادة على تلك المدخلات (بعد سحبها من السوق لاستخدامها في الإنتاج)، ولا يؤثر إلا على التقييم السوقي للنواتج الناشئة عن تلك المدخلات.

## رأس المال المتغير
يتناقض رأس المال المستمر مع رأس المال المتغير، وهو التكاليف المترتبة على توظيف القوى العاملة. يزعم ماركس أن العمل المعيشي وحده الذي ينشئ قيمة جديدة. تعزى القيمة الأعلى للناتج، مقارنة بتكاليف المدخلات، (مع تساوي الأمور الأخرى) إلى استغلال قوة العمل المعيشية فقط. يكون رأس المال المتغير «متغيرًا» لأن قيمته تتغير (تختلف) في عملية الإنتاج، إذ يمكن للعامل أن ينتج قيمة أعلى مما يحتاج إليه للعيش («وقت العمل الضروري»)، والذي يُدفع بهيئة أجور. بما أن العامل ينتج أكثر مما يقبض في الأجور، فإنه ينشئ قيمة جديدة. مع أن أغلب التعليقات على ماركس لا تعترف بذلك، فإن هذه التغييرات قد تكون إيجابية أو سلبية. قد يعني سوء تطبيق العمل، أو خفض قيمة أنواع أنشطة العمل من قبل السوق، خسارةَ جزء من رأس المال المستثمَر، أو أكمله. مع ذلك، يفترض ماركس بشكل عام أن العمل سيحقق زيادة القيمة لرأس المال.
تتضمن أمثلة رأس المال المتغير ما يلي: يُعيَّن العامل مقابل 100 دولار ويستخدم 1,000 دولار من المواد والمكونات لإنشاء منتج يباع مقابل 1,300 دولار. سيكون هذا رأس المال المستمر بقيمة 1000 دولار، بالإضافة إلى 100 دولار لرأس مال متغير، بالإضافة إلى 200 دولار فائض القيمة. أُضيف فائض القيمة البالغ 200 دولار دون غيره من خلال نشاط العامل، ولم يتوسع من الاستثمار البالغ 1100 دولار إلا رأس المال المتغير البالغ 100 دولار. انتقل رأس المال المستمر البالغ 1000 دولار من المواد والمكونات إلى المنتج ومن ثم لم تنتج عنه أي قيمة جديدة.

## النقد
يعترض نقاد نظرية القيمة الماركسية على أن العمل ليس المصدر الوحيد لسلع القيمة المضافة.
أمثلة على مثل هذه الحجج:
- تخفيضات أنواع الأصول أو إعادة تقييمها استجابةً لظروف الطلب المتغيرة، التي تتأثر بتضخم الأسعار. في الحسابات القومية وحسابات الأعمال مثلًا، يُعدَّل التغير في قيمة المخزونات المحتفَظ بها تبعًا للتغيرات في أسعار سوقها الحالية، ما يؤثر على حساب الأرباح.
- يجادل ستيف كين:[2] «في الأساس، توصل ماركس إلى نتيجة مفادها أن وسائل الإنتاج لا يمكن أن تولد فائض قيمة عن طريق الخلط بين انخفاض القيمة، أو فقدان القيمة بواسطة آلة، بإنشاء القيمة». تتلخص حجته في أن الآلة قادرة على إضافة قيمة إلى الناتج الجديد بما يتجاوز قيمة خفض القيمة الاقتصادية. يستخدم كين مثالًا توضيحيًا مع العمالة لتوضيح المشكلة:

إذا حصل العمال على أجر الكفاف، وإذا استنفد يوم العمل القدرة على العمل، يمكن القول إنه في يوم واحد، «تنخفض» قيمة العامل بما يعادل أجر الكفاف؛ قيمة تبادل قوة العمل. مع ذلك، فإن هذا الإهلاك لا يمثل الحد لمقدار القيمة التي قد يضيفها العامل في يوم عمل؛ قيمة استخدام العمل. لا ترتبط القيمة المضافة بالقيمة المفقودة وهي أكبر منها، وإن لم تكن كذلك، فلن يكون هناك فائض.
- يقول كين أيضًا إن ماركس تكهن بأن الآلات قد تكون ذات قيمة استخدام أكبر من قيمة تبادلها، مثل العمالة. يقول كين: رغم أن ماركس لم يضع هذه النقطة، وإن وُضعت، فذلك يعني أن مقدار القيمة التي ستفقدها الآلة في الإهلاك سوف يكون أقل من القيمة التي تساهم بها في الناتج، ما يسمح لها بأن تكون مصدرًا لفائض القيمة إلى جانب العمالة.[3]
- هناك حجة أخرى مفادها أن نظرية ماركس لا تضع في الحسبان أمورًا مثل الزمن. على سبيل المثال، تُضاف الخميرة إلى العنب المسحوق لتحويله إلى نبيذ. لا يوجد عمل بشري في ذلك، إلا أن قيمة النبيذ أعلى من قيمة العنب. كمثال آخر، يكتسب النبيذ قيمة كلما تعتق، مع أن عملية التعتيق بالنسبة إلى ماركس لا ينبغي أن تضيف قيمة. يشير هذا إلى أن القيمة قد تنشأ من مصادر غير العمالة.[4][5][6]
- قيل أيضًا إن نظرية ماركس تتجاهل تفضيل الوقت (التفضيل المشترك للسلع والخدمات أن تكون فورية لا متأخرة). يفضل العمال عمومًا أن يتقاضوا أجورهم عندما يكتمل عملهم لا عندما يباع (وهو ما قد يكون متأخرًا كثيرًا). لكي يُدفع للعمال على الفور، يجب أن يُمنحوا أجورًا، ومن ثم تكون لخدمتهم قيمة. يُقال إن نظرية قيمة العمل من شأنها «أن تجمع بين الأمرين»، إذ سيحصل العمال على القيمة المستقبلية الكاملة لمنتجاتهم قبل أن تباع بالفعل.[7]
- يشير النقاد إلى أنه في غياب الإمدادات من وسائل الإنتاج، فإن العمالة أيضًا لن تستطيع إنتاج أي شيء. يعني هذا أيضًا، بمعزل عن وسائل الإنتاج، أن العمال لا يشكلون شيئًا.[بحاجة لمصدر]